# ピッツバーグ交響曲 (スパーク)
『ピッツバーグ交響曲』（A Pittsburgh Symphony）は、フィリップ・スパークが作曲したブラスバンドのための交響曲。

## 概要
ペンシルベニア州ピッツバーグを本拠地とするプロのブラスバンド、リヴァー・シティー・ブラス・バンド（英語: River City Brass Band）と指揮者のロバート・バーナット（Robert Bernat）の委嘱で1987年から1990年にかけて作曲された4曲のブラスバンド曲を、1991年に最終的に1曲の交響曲としてまとめたもので、全曲の初演は1992年にピッツバーグで作曲者の指揮により行なわれた。
楽譜はイギリスのステュディオ・ミュージック（Studio Music）から各楽章が単独で出版された。また、第4楽章を除く3曲はそれぞれ単独の曲として吹奏楽にも編曲され出版されている。

## 編成
英国式ブラスバンドの使用楽器・編成に基づく。

## 構成
作曲の経緯から、各楽章は有機的な結び付きが弱く、作曲者自身もむしろ組曲のようなものと述べている。
1. ピッツバーグ序曲（A Pittsburgh Overture）
1990年作曲、1991年初演。
2. リヴァー・シティー・セレナーデ（River City Serenade）
1988年作曲。
3. 山の歌（Mountain Song）
1987年作曲、1988年初演。
作曲者が休暇を過ごすオーストリアのチロル州シュヴァーツ郡にある観光保養地マイヤーホーフェンの情景。
4. バーレスク（Burlesque）
1989年作曲。
改編され吹奏楽曲「劇場の音楽」（Theatre Music）の終曲に転用されている。